# Вендланд, Иоганн Кристоф
Иоганн Кристоф Вендланд (нем. Johann Christoph Wendland или нем. Johannes Christoph Wendland, 18 июля 1755 — 27 июля 1828) — немецкий ботаник, садовод, садовый инспектор, отец немецкого ботаника и садовника Генриха Лудольфа Вендланда (1791—1869) и дедушка немецкого ботаника, садовода и директора ботанического сада в Ганновере Германа Вендланда (1825—1903).     

## Биография
Иоганн Кристоф Вендланд родился в городе Ландау (Пфальц) 18 июля 1755 года.
Вендланд особенно прославился как человек, выращивающий виноградники и персиковые деревья. В 1788—1801 годах он издавал Hortus Herrenhusanus. В 1797 году Вендланд опубликовал Verzeichnis der Glas- und Treibhauspflanzen des Königlichen Berggartens zu Herrenhausen.
Иоганн Кристоф Вендланд умер 27 июля 1828 года.

## Научная деятельность
Иоганн Кристоф Вендланд специализировался на семенных растениях.

## Научные работы
- Hortus Herrenhusanus, 1788—1801[4].
- Verzeichnis der Glas- und Treibhauspflanzen des Königlichen Berggartens zu Herrenhausen. 1797[4].
- Botanische Beobachtungen nebst einigen neuen Gattungen und Arten. 1798[4].
- Ericarum icones et descriptiones. 1798—1823 (26 Hefte)[4].
- Collectio plantarum tam exoticarum quam indigenarum. 1819[4].